# Рисвица
Рисвица је насељено место у саставу општине Кумровец у Крапинско-загорској жупанији, Хрватска. До територијалне реорганизације у Хрватској налазила се у саставу старе општине Клањец.

## Становништво
На попису становништва 2011. године, Рисвица је имала 277 становника.

## Попис1991.
На попису становништва 1991. године, насељено место Рисвица је имало 325 становника, следећег националног састава:
| Попис 1991.‍ | Попис 1991.‍ | Попис 1991.‍ | Попис 1991.‍ | Попис 1991.‍ |
| ----------- | ----------- | ----------- | ----------- | ----------- |
|             |             |             |             |             |
| Хрвати      | Хрвати      |             | 308         | 94,76%      |
| Југословени | Југословени |             | 7           | 2,15%       |
| Словенци    | Словенци    |             | 5           | 1,53%       |
| Срби        | Срби        |             | 1           | 0,30%       |
| непознато   | непознато   |             | 4           | 1,23%       |
| укупно: 325 |             |             |             |             |